# Atomic Weapons Establishment
Het Atomic Weapons Establishment (AWE) is verantwoordelijk voor het ontwerpen, produceren en ondersteunen van atoomwapens, (onder andere de Trident), voor het Verenigd Koninkrijk. AWE plc is verantwoordelijk voor de dagelijkse gang van zaken van het AWE. AWE plc is bezit van de Britse overheid en wordt geleid door de Jacobs Engineering Group, Lockheed Martin en Serco door middel van AWE Management Ltd die een contract van 25 jaar heeft (tot maart 2025). Het bedrijf is gevestigd dicht bij Aldermaston (hoewel de dichtstbijzijnde stad  Tadley in Hampshire) is, met grote ondersteunende faciliteiten in Burghfield.